# روتنبورغ (ساكسونيا)
رتنبورغ زاكسن (بالألمانية: Rothenburg, Oberlausitz) هي بلدة ألمانية تقع في ألمانيا في ساكسونيا. يقدر عدد سكانها بـ 5,653 نسمة .